# Kortstaartglansvogel
De kortstaartglansvogel (Galbalcyrhynchus leucotis) is een vogel uit de familie Galbulidae (glansvogels).

## Verspreiding en leefgebied
Deze soort komt voor in het westelijk Amazonebekken van Colombia oostelijk van de Andes tot noordoostelijk Peru en westelijk Brazilië.

## Status
De grootte van de populatie is niet gekwantificeerd maar de soort wordt omschreven als algemeen. Op de Rode lijst van de IUCN heeft deze soort de status niet bedreigd.